# Rodaborn

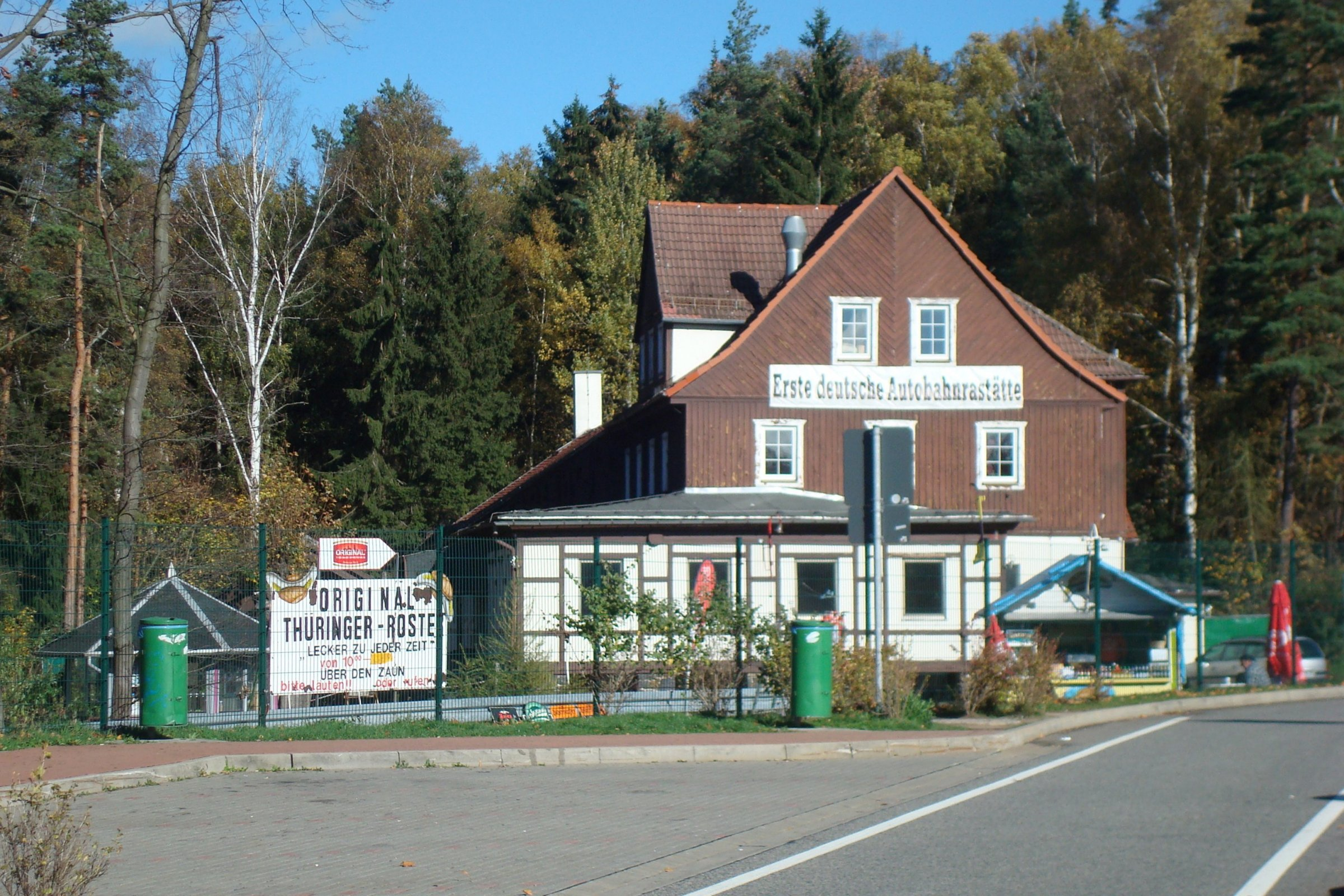
Ehemalige Autobahnraststätte Rodaborn

Rodaborn war die erste Autobahnraststätte Deutschlands. Das bis Juni 2023 als Ausflugslokal dienende Gebäude befindet sich an der Bundesautobahn 9 bei Triptis in Thüringen.

## Geschichte

### Beginn als Ausflugsgaststätte
In Rodaborn (wörtlich: Quelle der Roda) wurde 1928 zwei Kilometer nördlich von Triptis auf der Wittchensteiner Höhe an einer Heilquelle (Roda), der man den Namen Rodaborn gab, ein Walderholungsheim mit Ausflugsgaststätte errichtet. Bauherr war die „Rodaborngenossenschaft“, eine Vereinigung von Triptiser Handwerkern, Gewerbetreibenden, Industriellen und der Stadt Triptis. Erster Pächter war Walther Sorger, der das Lokal bis 1934 betrieb.

### Deutschlands erste Autobahnraststätte
Nach dem Bau der Reichsautobahn Leipzig–Nürnberg (damals erst bis Bayreuth-Lanzendorf) wurde die Ausflugsgaststätte am 20. Dezember 1936 als Deutschlands erste Autobahnraststätte eröffnet. Sie gehörte allerdings nicht zu den vom Unternehmen „Reichsautobahn“ betriebenen Reichsautobahn-Rastanlagen. Mit dem Pächterwechsel im Jahr 1938 wurde das Rasthaus wesentlich umgebaut. Der neue Pächter war Xaver Kirmaier. Die Erweiterung erfolgte durch Anbau eines zentral liegenden Küchentraktes, eines großen Gastraumes (Saal) und die Erweiterung des Gastraumes durch Anbau einer umlaufenden Veranda mit großen, damals modernen Verglasungen im Fensterbereich und Verglasung der Dachfläche (Rückbau der Dachverglasung in den 1950er Jahren). Die neugeschaffene Sitzplatzkapazität betrug im gesamten Objekt 250 Plätze. Ab 1939 war die Raststätte Rodaborn offizieller Rastplatz der Fernbuslinie der Deutschen Reichsbahn und deren Schnellbussen Berlin-München.

### Als Rasthaus in der DDR-Zeit
Das Rasthaus überstand die Wirren des Zweiten Weltkrieges trotz Bombardierungen der Autobahn in unmittelbarer Nähe unbeschadet. Auch wurde rege von der Möglichkeit der Übernachtung Gebrauch gemacht. Im Rasthaus standen für Reisende zwölf Zimmer zur Übernachtung bereit. Diese Möglichkeit gab es bis Ende der 1950er Jahre. Bis 1959 wurde die Raststätte von der Rodaborn-Genossenschaft betrieben und ging anschließend in das Eigentum der Stadt Triptis über, wo sie an die Handelsorganisation (HO) verpachtet wurde. Im Jahr 1981 wegen Renovierung geschlossen, wurde die Gaststätte 1986 von der Mitropa wiedereröffnet – diesmal als Raststätte für Transitreisende aus Westdeutschland und Berlin West sowie allen im Transit der DDR reisenden Bürger. Die Besonderheit lag darin, dass nur mit frei konvertierbarer Währung bezahlt werden konnte, konkret war diese fast immer die Deutsche Mark. Bei den zum Verkauf stehenden Produkten handelte es sich ausschließlich um Waren der DDR. Im Rahmen des Gaststättenumbaus wurde ein Transitintershop eingerichtet, der bis zur politischen Wende von der Forum Außenhandelsgesellschaft mbH betrieben wurde. In diesem Shop wurden Waren aus dem Sortiment der Bundesrepublik verkauft, hier konnten Transitreisende steuerfrei einkaufen. DDR-Bürgern war die Benutzung der Raststätte und des Parkplatzes untersagt. Polizei und Staatssicherheit wachten streng über die Einhaltung dieses Verbotes.
1990 wurde an seiner Stelle ein Reiseshop mit Selbstbedienung eingerichtet, der bis 1998 betrieben wurde, nach 1998 wurde die Selbstbedienung zum Gastraum umgebaut, um Platzkapazitäten für Reisebusse zu schaffen.

### Schließung als Raststätte nach der Wende
Nach der politischen Wende 1989 führte die Mitropa AG, Abt. SAS (Service an der Straße), die Raststätte mit ca. 30 Mitarbeitern weiter, vom 1. Juli 1990 (Währungsunion) bis Dezember 1997 wurde die Raststätte im Vierschichtbetrieb geleitet, danach ganzjährig im Zweischichtbetrieb (Öffnungszeiten 5.00–23.30 Uhr), bis sie am 30. Juni 2004 im Zuge des sechsspurigen Ausbaus der A 9 gegen den Widerstand tausender zufriedener Gäste (Unterschriftensammlung für den Erhalt, 4500 Stimmen in einem halben Jahr) geschlossen wurde.
Bestrebungen des damaligen Betriebsrates, der Stadt Triptis und der als Gast verkehrenden Familienministerin, die Rastanlage nach dem Autobahnbau weiter zu betreiben, scheiterten. Verhandlungen mit dem Bundesverkehrsministerium blieben erfolglos, auch ein Ersuchen des Betriebsrates an den Petitionsausschuss des Deutschen Bundestages, sich mit der Angelegenheit zu befassen, konnte die Schließung nicht verhindern.

### Weiterbetrieb als Ausflugslokal, kurioser Rechtsstreit
Die maximale Anzahl an Konzessionen für Raststätten an der A 9 ist zwischenzeitlich vergeben, so dass die ehemalige Raststätte Rodaborn heute ein Metallzaun vom angrenzenden Autobahnparkplatz trennt. Ende April 2009 fand die Bundesanstalt für Immobilienaufgaben einen Käufer für Rodaborn. Seit Mai 2010 hat der Besitzer in der ehemaligen Raststätte ein Ausflugslokal eingerichtet.
Regelmäßig machen Autobahn-Reisende in Rodaborn halt. Da diese oft gefragt hätten, ob sie etwas kaufen könnten, hat die Besitzerin eine Glocke auf der Parkplatzseite aufgehängt. Wegen des Zauns und weil sie von der Autobahn aus nicht erreichbar ist, geriet die ehemalige Raststätte immer wieder in die Schlagzeilen. Im Juli 2012 wollte ein Mann, um zum Bratwurststand zu gelangen, über den Zaun klettern. Dabei blieb er mit seinem Ring am Zaun hängen und riss sich einen Finger ab.
Der Verkauf über den Zaun führte zu einem Rechtsstreit zwischen Besitzerin und dem Thüringer Landesamt für Bau und Verkehr. Sowohl das Verwaltungsgericht Gera als auch das Thüringer Oberverwaltungsgericht untersagten einen Verkauf über den Zaun, da keine Konzession vorliege.
Auf Grund des Rechtsstreites hat die Besitzerin das Lokal im Juni 2023 geschlossen. Gebäude samt großem Grundstück stehen seitdem zum Verkauf.

## Lage
Das Gebäude ist zu Fuß über den Lerchenweg erreichbar, der nördlich aus dem Ortsteil Oberpöllnitz der Stadt Triptis hinausführt.
Die neue Besitzerin betreibt einen Imbiss auf dem Gelände der ehemaligen Rastanlage. Das eigentliche Gasthaus ist bis heute geschlossen.
Links neben dem Gebäude führt ein Waldweg zur Quelle der Roda und einem Teich. Nach der Wende hatte der Eigentümer eine kleine Kindereisenbahn aufgebaut.